# پوچکووینا
پوچکووینا (به صربی: Počekovina) یک منطقهٔ مسکونی در صربستان است که در Trstenik واقع شده‌است. پوچکووینا ۸۳۸ نفر جمعیت دارد.